# Lager Horserød
Lager Horserød (dän.: Horserødlejren), in Helsingør, Dänemark war im Ersten und Zweiten Weltkrieg ein Internierungslager. Ein Teil davon wird heute als Staatsgefängnis Horserød (dän.: Horserød Statsfængsel) genutzt.

## Geschichte

### Ursprung

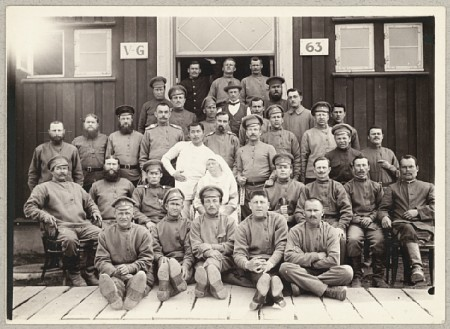
Gruppenbild russischer Kriegsgefangener

Die dänische Regierung hatte einen humanitären Vertrag mit dem deutschen Reich, Österreich-Ungarn und Russland geschlossen, verwundete Kriegsgefangene aufzunehmen und zu versorgen. Das 1917 errichtete Lager diente als Krankenlager zur Pflege der kriegsgefangenen russischen Soldaten. Als diese 1918 mit dem Kriegsende entlassen wurden und heimreisen konnten, wurde das Lager zur Pflege von alliierten Soldaten anderer Länder aus deutschen Kriegsgefangenenlagern verwendet. Ab 1920 wurde es als Ferien- und Erholungslager genutzt.

### Zweiter Weltkrieg
Zwischen dem 19. April 1940 und dem 2. August 1941 wurden 80 Flüchtlinge aus Deutschland im Lager interniert, von denen 41 nach Deutschland zurückgeschickt wurden. Vierzehn wurden von einem Gericht in Hamburg zum Tode verurteilt und die anderen in deutsche Konzentrationslager gebracht.
Am 22. Juni 1941 wurden auf Betreiben der deutschen Besatzungsmacht etwa 300 Kommunisten durch die dänische Polizei inhaftiert und am 22. August 1941 durch das dänische Parlament nachträglich eine Rechtsgrundlage dafür geschaffen. Von diesen Kommunisten wurden am 20. August 107 aus dem Vestre-Gefängnis in Kopenhagen nach Horserød verlegt. Weitere Kommunisten und Spanienkämpfer kamen hinzu.
Am 29. August 1943 wurde das Lager von den Deutschen besetzt, und 95 Kommunisten konnten entfliehen. 150 Kommunisten aus dem Lager wurden am 2. Oktober zusammen mit 202 Juden aus Kopenhagen auf dem zur Judendeportation bereitgestellten Schiff „Wartheland“ über Swinemünde in Konzentrationslager deportiert. Die Kommunisten kamen ins KZ Stutthof und die Juden ins KZ Theresienstadt. Das Lager diente dann bis 1944 der Internierung von prominenten Dänen, Widerständlern und Juden. Am 14. Oktober trafen 175 Juden aus dem Lager im KZ Theresienstadt ein und am 23. Oktober wurden 16 Juden teils nach Sachsenhausen und teils nach Ravensbrück deportiert.

### Nachkriegszeit
Von 1945 bis 1947 waren im Lager dänische Kollaborateure interniert. In Horserød befindet sich seit 1947 das Staatsgefängnis Horserød.

## Erinnerung
Gegenüber dem Haupteingang des Lagers befindet sich das kleine Horserødlejrens Museum. Das Horserød-Denkmal des Bildhauers Per Ulrich auf dem Gelände wurde am 22. Juni 1991 eingeweiht.